# Pseudocorinna
Pseudocorinna is een geslacht van spinnen uit de familie loopspinnen (Corinnidae).

## Soorten
- Pseudocorinna gracilior Simon, 1910
- Pseudocorinna rutila Simon, 1910
- Pseudocorinna septemaculeata Simon, 1910